# Обучение
Обуче́ние (в науке) — деятельность по изменению и адаптации поведения субъекта обучения с целями выживания, развития, совершенствования.
Обуче́ние (в педагогике) — целенаправленный педагогический процесс организации и стимулирования активной учебно-познавательной деятельности учащихся по овладению знаниями, умениями и навыками, развитию творческих способностей и нравственных этических взглядов.
Обучение — вид нужной учебной деятельности, в которой количество и качество элементов знаний и умений ученика доводятся учителем (преподавателем) до должного уровня, составляющего цель обучения.
Деятельность обучения считается завершенной, а цель её — достигнутой, если количество и качество учебного материала в повторно изготовленном продукте ученика будут соответствовать цели обучения или составлять должный уровень (средний, эталонный, возможный), представленный в цели обучения. Это достигается в процессе взаимодействия учителя и ученика, и требует от обеих сторон процесса обучения приложения усилий и действий, способствующих успешному достижению поставленных целей. Необходимо также совпадение поставленных целей, а в случае их несовпадения, приведение целей во взаимное соответствие всеми участниками процесса обучения в процессе общения. Учитель должен прилагать усилия и организовывать учебный материал по форме и содержанию для улучшения понимания учеником знаний, которые он воспринимает в процессе обучения. Уровень понимания учеником воспринятой информации зависит от затрачиваемых учеником усилий по овладению материала, а также от уже имеющегося уровня знаний, который был воспринят и понят учеником ранее.

## Формулировки понятия «обучение»
Ниже представлены 11 высказываний об обучении, которые расположены во временном порядке опубликования содержащих их материалов и охватывают 30-летний период с 1954 по 1984 год.
1. «Обучение — педагогический процесс, в результате которого учащиеся под руководством учителя овладевают знаниями, умениями и навыками, общими и специальными»[1].
2. «Обучение — педагогический процесс, в результате которого учащиеся под руководством учителя овладевают знаниями, умениями и навыками, общими или специальными. В процессе обучения учащиеся получают определённое образование»[2].
3. «Под обучением, в узком смысле, понимается руководство учением. В широком понимании обучение — процесс двусторонний, он включает передачу и усвоение учебного материала, то есть деятельность учителя (преподавание) и учащихся (учение)»[3].
4. «Обучение, как особая целенаправленная деятельность учителя по вооружению учащихся знаниями, умениями и навыками и развитию их познавательных и творческих способностей, является важнейшей составной частью воспитания в широком смысле»[4].
5. «Ведь обучение — это сознательная, целенаправленная деятельность педагогов и учащихся»[5].
6. «Процесс обучения представляет собой сложное единство деятельности учителя и деятельности учащихся, направленных к общей цели — вооружению обучающихся знаниями, умениями и навыками, к их развитию и воспитанию. Обучение — двусторонний процесс»[6].
7. «Оно (обучение) становится отдельным, специфическим видом общественной деятельности, превращается в относительно независимое социальное явление — средство передачи социального опыта… Таким образом, обучение следует рассматривать прежде всего как единство, целостную сферу человеческой деятельности»[7].
8. «Понятие „обучение“ характеризует организованный процесс, порождаемый взаимодействием двух деятельностей, — преподавания и учения»[8].
9. «Обучение — это целенаправленный процесс взаимодействия учителя и учащихся, в ходе которого осуществляется образование, воспитание и развитие человека»[9].
10. «Обучение — основной путь получения образования, целенаправленный, планомерно и систематически осуществляемый процесс овладения знаниями, умениями и навыками под руководством опытных лиц — педагогов, мастеров, наставников и т. д.»[10].
11. «Обучение — конкретный путь педагогического процесса, в ходе которого под руководством специально подготовленного лица (педагога, пропагандиста и др.) реализуются общественно обусловленные задачи образования личности в тесной взаимосвязи с её воспитанием и развитием. Обучение — процесс двусторонний»[11].

В этих высказываниях обучение представляется с разнообразных сторон: как процесс, как деятельность; представлены результаты; субъекты, участвующие в обучении, и субъекты, руководящие обучением; обучение как вид, как явление и как взаимодействие.

## Проблема определения сущности обучения
Одна из основных категорий педагогики. Выявление сущности обучения — основополагающий вопрос дидактики. Если дидактика претендует быть наукой, то остальные дидактические понятия должны быть производными от сущности обучения.
«Если рассматривать обучение как вид познавательной деятельности, то обучение надо организовать по способам познавательной деятельности. Если обучение есть трансляция культуры, значит, его надо организовать на основе механизмов трансляции культуры. Если обучение является общением, организованным особым образом, то надо организовать обучение так, как происходит общение между людьми».
Важно не просто дать какое-нибудь определение обучению, а так определить его сущность, чтобы наиболее точно ухватить специфику этого самостоятельного явления общественно-исторической практики.

## Обучение — это познание или общение?
Часто обучение определяется как вид познания — процесс нахождения истины, отражение объективной реальности в сознании учащегося. Ориентация на такую точку отсчёта вынуждает учёного и практика концентрироваться вокруг происходящего в голове человека, подменять дидактическую позицию психологической.
Потребность в дидактике как отрасли знаний появилась тогда, когда стало необходимым обучать не одного ученика, а сразу нескольких. Вопрос, как организовать обучение одновременно многих людей, и задаёт смысл всей дидактической теории. Неслучайно, что даже в познавательных парадигмах формы организации обучения традиционно делятся на фронтальные, групповые и индивидуальные. Эта типология никак не вытекает из форм и способов познания, а в её основу положен количественный признак — охват учащихся учебного коллектива, участвующих в определённой учебной ситуации. (Для отдельных случаев такая типология вполне удовлетворительна.)
Всё больше учёных придерживаются позиции, что обучение — это процесс взаимодействия субъектов, а точнее: особым образом организованное общение между теми, кто обладает знаниями и определённым опытом, и теми, кто их приобретает, усваивает. В науке под общением понимается осуществляемое звуко-знаковыми средствами взаимодействие субъектов в целостности трёх его сторон: коммуникативной, интерактивной и перцептивной. В ходе общения воспроизводятся и усваиваются все виды человеческой деятельности, общественный опыт, культура. «Такой общеметодологический уровень представлений об обучении предполагает понимание обучения как материального процесса с наличием объективных законов существования и объективных закономерностей исторического развития».

## Теории обучения
- Традиционное обучение
- Развивающее обучение
- Проблемное обучение
- Теория поэтапного формирования умственных действий П. Я. Гальперина
- Программированное обучение

## Почему при понимании обучения происходит подмена общения познанием?
В ходе обучения накладываются друг на друга два вида активности:
- взаимодействие между обучающим и обучаемым,
- непосредственные умственные и физические действия, которые осуществляет обучаемый для присвоения некоторого учебного содержания, способа деятельности.

Смешение двух этих видов активности приводит к неточному представлению об обучении как особом виде познавательной деятельности.
В. В. Краевский подчёркивает, что с дидактической позиции главным выступает отношение между двумя деятельностями — преподаванием и учением. Отношение «обучающий — обучаемый» является первичным, порождающим отношение «обучаемый — учебный материал». (Понятно, что познавательная деятельность человека осуществляется и за пределами обучения, но тогда эта активность не может считаться обучением.)
Таким образом, если отвлечься от психической составляющей субъект-субъектных отношений (существующей в голове в момент, когда субъекты ставят цели, производят действия, преобразуют некоторый объект), то обнаруживается та материальная сторона, в которой кроется сущность обучения и без которой учебное познание может не состояться. На первый план выступает со-бытийная ситуация, организованная определённым образом.

## Уровни структурной организации обучения
Системный подход предполагает рассматривать сложные объекты как иерархически организованные, каждый уровень которого является элементом системы более высокого порядка. Например, в биологии выделяют структурные уровни жизни: молекулярный, клеточный, организменный, популяционно-видовой, биогеоценотический и биосферный. Обучение как система тоже имеет сложную структурную организацию.
Обучение как сложная система имеет четыре уровня (масштаба) своей структурной организации:
1. Масштаб деятельности индивидуальных субъектов учебного процесса. Этот уровень задаётся разными позициями и деятельностями субъектов в их непосредственном взаимодействии с другими субъектами, а также в ситуации «индивидуального» действия.
2. Масштаб учебного занятия (учебного коллектива). На этом уровне организации обучения рассматривается, как и в какие событийные образовательные ситуации включены члены учебного коллектива. Система «учебное занятие» ухватывается такими понятиями, как общие (базисные) формы организации обучения, организационная структура учебных занятий, ведущая организационная форма обучения, общий фронт или его отсутствие, учебная кооперация, учебный маршрут, со-бытийная ситуация и др.
3. Масштаб институциональной системы обучения (образовательного учреждения). Отражается вопрос, как организовано образовательное пространство учреждения или сети учреждений.
4. Масштаб общественно-исторического способа организации обучения (общественно-исторической формации) — уровень сферы образования: её предназначение среди других сфер общества какой-либо эпохи; базовые образовательные процессы и обслуживающие их; структурные единицы, обеспечивающие разворачивание базовых и инфраструктурных процессов; морфология участников сферы образования. Используются понятия «образ жизни», «сфера образования», «общественно-исторический способ организации обучения», «система образования», «типы отношений со-бытия», «общественно-принятые цели образования» и др.

На каждом уровне выделяются свои элементы и ведущие понятия.

## Непедагогические трактовки обучения
Обуче́ние (в молекулярной биологии) — результат опыта, а именно долговременное изменение нейронных связей после электрической активности нервных клеток. Считается, что животные всех видов в той или иной степени способны к обучению.
Обуче́ние (в теории искусственного интеллекта) — обучение трактуется как процесс, при котором адаптивная система (например, искусственная нейронная сеть), совершенствует свои параметры под действием внешнего окружения. Также под обучением может пониматься обучаемость адаптивных систем.